# Meitner László
Meitner László (Ráckeve, 1900. július 14. – Rio de Janeiro, 1968. július 1.) festő, grafikus, illusztrátor.

## Élete
Meitner Miksa (1852–1908) állami tisztviselő és Krausz Berta fia. Berény Róbert budapesti szabadiskolájában tanult. Később Berlinben folytatta művészeti tanulmányait Hans Meidnél, majd illusztrátorként dolgozott több magazinnál. 1924-ben rézkarcaiból gyűjteményes kiállítás nyílt az Alkotás Művészházban. 1932-ben az Ernst Múzeumban volt önálló tárlata. 1933-ban a nácizmus miatt elhagyta Németországot és Londonba települt át, ahol a London Film Companynál dolgozott. 1937-ben Párizsba ment, de két évvel később már a Szenes Árpád és Vieira da Silva festő házaspár lisszaboni házában élt. Az 1940-es években Rio de Janeiróba költözött. 1948 és 1950 között az USA-ban élt. Illusztrátorként dolgozott a Sombra és a Rio Artes folyóiratoknál. 1952-től kizárólag a festészetnek élt.

## Kiállításai

### Egyéni kiállításai
- Rio de Janeiro (1947)
- Philadelphia, USA (1952)
- Galeria Montmartre, Rio de Janeiro (1956)
- Galeria Montmartre, Rio de Janeiro (1958)

- Galeria Oxumaré, Escola de Teatro da Universidade da Bahia, Salvador da Bahia (1959)

- Galeria Montmartre, Rio de Janeiro (1960)
- Galerie de Presbourg, Párizs (1963)
- Galeria Bonino, Rio de Janeiro (1964)
- Galeria Bonino, Rio de Janeiro (1966)

### Kollektív kiállításai
- Maison de France, Rio de Janeiro (1957)
- Salão do Mar, Rio de Janeiro (1958)
- 5ª Bienal Internacional de São Paulo, Pavilhão Ciccilo Matarazzo Sobrinho, São Paulo (1959)

- Natureza Morta na Pintura, Galeria Ibeu Copacabana, Rio de Janeiro (1960)

- 10º Salão Nacional de Arte Moderna, Rio de Janeiro (1961)
- 1ª O Rosto e a Obra, Galeria Ibeu Copacabana, Rio de Janeiro (1961)
- Brazilian Art Today, Royal College of Art, London (1964)
- Art Brésilien Contemporain, Párizs (1965)
- Salon Comparaison, Párizs (1965)
- Arte Brasileira em Coleções Americanas, Galeria do Ibeu, Rio de Janeiro (1966)
- Ontem e Hoje, Galeria do Ibeu, Rio de Janeiro (1968)